# Clasificarea lui Ranganathan
Clasificarea lui Ranganathan sau Clasificarea colon (CC) este un sistem de clasificare a documentelor din biblioteci implementat de Shiyali Ramamrita Ranganathan. A fost un sistem timpuriu de clasificare pe fațete (sau analitico-sintetic). Prima ediție a clasificării colon a fost publicată în 1933, urmată de încă șase ediții. Este folosit în special în bibliotecile din India.
Numele său provine din utilizarea celor două puncte (în eng. colon) pentru a separa fațetele în clase. Multe alte scheme de clasificare, dintre care unele fără nicio legătură cu acesta, folosesc, pe lângă două puncte și alte semne de punctuație pentru a îndeplini diverse funcții. Într-o primă fază, CC a folosit doar două puncte ca separator, dar de la a doua ediție, CC a folosit alte patru simboluri de punctuație pentru a identifica fiecare tip de fațetă.
În CC, fațetele descriu „personalitatea” (subiectul cel mai specific), materia, energia, spațiul și timpul (PMEST). Aceste fațete sunt în general asociate cu fiecare unitate dintr-o bibliotecă și formează astfel un sistem de sortare universal rezonabil.
De exemplu, subiectul „cercetare în vindecarea tuberculozei plămânilor prin raze X efectuate în India în 1950” poate fi clasificat astfel:
     Medicină, Plămâni; Tuberculoză: Tratament; Raze X: Cercetare. India'1950
Acesta este rezumat într-un anumit număr de etichetare:
     L,45; 421:6; 253:f.44'N5

## Organizare
Sistemul de clasificare colon utilizează 42 de clase principale care sunt combinate cu alte litere, numere și semne într-un mod asemănător cu Clasificarea Bibliotecii Congresului SUA.

### Fațete
CC folosește cinci categorii principale sau fațete, pentru a identifica clasificarea unei publicații. În mod colectiv, se numesc PMEST:
| Indicator | Fațetă                                                                         |
| --------- | ------------------------------------------------------------------------------ |
| ,         | Personalitatea, subiectul cel mai specific sau focalizat                       |
| ;         | Materia sau proprietatea, substanța, proprietățile sau materialele subiectului |
| :         | Energia, inclusiv procesele, operațiunile și activitățile                      |
| .         | Spațiul, care se referă la locația geografică a subiectului                    |
| '         | Timpul, care se referă la datele sau perioadele subiectului                    |

Alte simboluri pot fi folosite pentru a indica componente ale fațetelor numite izolați și pentru a specifica combinații sau relații complexe între discipline.

### Clase
În continuare sunt prezentate principalele clase de CC, cu unele subclase, metoda principală utilizată pentru a sorta subclasa folosind schema PMEST și exemple care arată aplicarea PMEST:
z Generalități
1 Universul Cunoașterii
2 Biblioteconomie
3 Știința cărții
4 Jurnalism
A Științe naturale
B Matematică
B2 Algebră
C Fizică
D Inginerie
E Chimie
F Tehnică
G Biologie
H Geologie
HX Minerit
I Botanică
J Agricultură
J1 Horticultură
J2 Hrană animale
J3 Alimente
J4 Medicamente stimulante
J5 Ulei
J6 Medicamente
J7Țesături
J8 Vopsele
K Zoologie
KZ Zootehnie
L Medicină
LZ3 Farmacologie
LZ5 Farmacopee
M Arte utile
M7 Textile [material]:[lucrare]
Δ Experiență spirituală și misticism [religie],[entitate]:[problemă]
N Arte plastice
ND Sculptură
NN Gravură
NQ Pictură
NR Muzică
O Literatură
P Lingvistică
Q Religie
R Filosofie
S Psihologie
T Educație
U Geografie
V Istorie
W Științe politice
X Economie
Y Sociologie
YZ Asistență socială
Z Drept

## Exemplu
Un exemplu clasic de clasificare conform lui Ranganathan este:
- „Cercetări în vindecarea tuberculozei plămânilor prin raze X efectuate în India în anii 1950”:
- Clasificarea principală este Medicină;
  - (Medicină)
- În cadrul secțiunii Medicină, Plămânii sunt principala preocupare;
  - (Medicină, Plămâni)
- Proprietatea plămânilor este că sunt afectați de tuberculoză;
  - (Medicină, Plămâni; Tuberculoză)
- Tuberculoza este efectuată (:) pe, adică intenția este de a vindeca (Tratament);
  - (Medicină, Plămâni; Tuberculoză: Tratament)
- Mijloacele cu care tratăm tuberculoza sunt razele X;
  - (Medicină, Plămâni; Tuberculoză: Tratament; Raze X)
- Și această discuție despre tratament se referă la faza de Cercetare;
  - (Medicină, Plămâni; Tuberculoză: Tratament; Raze X: Cercetare)
- Această cercetare se realizează într-un spațiu geografic (.) și anume India;
  - (Medicină, Plămâni; Tuberculoză: Tratament; Raze X: Cercetare. India)
- În perioada (') anului 1950;
  - (Medicină, Plămâni; Tuberculoză: Tratament; Raze X: Cercetare. India'1950)
- Și, în cele din urmă, prin traducerea în codurile enumerate pentru fiecare subiect și fațetă, această clasificare devine:
  - L,45;421:6;253:f.44'N5